# Eu Desatino
Eu Desatino é o sexto álbum de estúdio da cantora brasileira Angela Ro Ro, lançado em 1985 pela PolyGram, dentro do selo Polydor Records. O álbum apresenta uma forte característica Rock and roll, sendo este gênero predominante em seu todo, algo inédito e única na discografia de Ro Ro. Seus grandes êxitos foram a faixa título "Eu Desatino" e "Mônica". Todas composições de Angela Ro Ro. A canção "Mônica" retrata o crime da jovem Mônica Granuzzo Lopes Pereira.

## Faixas
| Lado A         |                        |                           |          |  |
| N.º            | Título                 | Compositor(es)            | Duração  |  |
| 1.             | "Blue Janis"           | Carlos Silva Angela Ro Ro | 4:57     |  |
| 2.             | "Isca de Piranha"      | Ro Ro                     | 3:49     |  |
| 3.             | "Laura Regina Hilária" | Ro Ro                     | 3:16     |  |
| 4.             | "Nóia"                 | Ro Ro                     | 2:43     |  |
| 5.             | "Eu Desatino"          | Ro Ro                     | 3:48     |  |
| Duração total: | Duração total:         | Duração total:            | 00:18:37 |  |

| Lado B         |                               |                |          |  |
| N.º            | Título                        | Compositor(es) | Duração  |  |
| 1.             | "Solitários Interplanetários" | Ro Ro          | 4:03     |  |
| 2.             | "Eu, Não!"                    | Ro Ro          | 4:05     |  |
| 3.             | "E Tome Polca"                | Ro Ro          | 3:09     |  |
| 4.             | "Mônica"                      | Ro Ro          | 4:15     |  |
| 5.             | "Musa Amada"                  | Ro Ro          | 2:51     |  |
| Duração total: | Duração total:                | Duração total: | 00:18:27 |  |